# Chakaten
Chakaten (en arménien Ճակատեն) est une communauté rurale du marz de Syunik en Arménie. En 2008, elle compte 142 habitants.